# Йоні
Йоні (санскр. योनि) — санскритський термін, що часто використовується для позначення вагіни (як, наприклад, в «Камасутрі»), а також вульви і матки. У буквальному перекладі означає «черево», «місце народження».

## Символіка

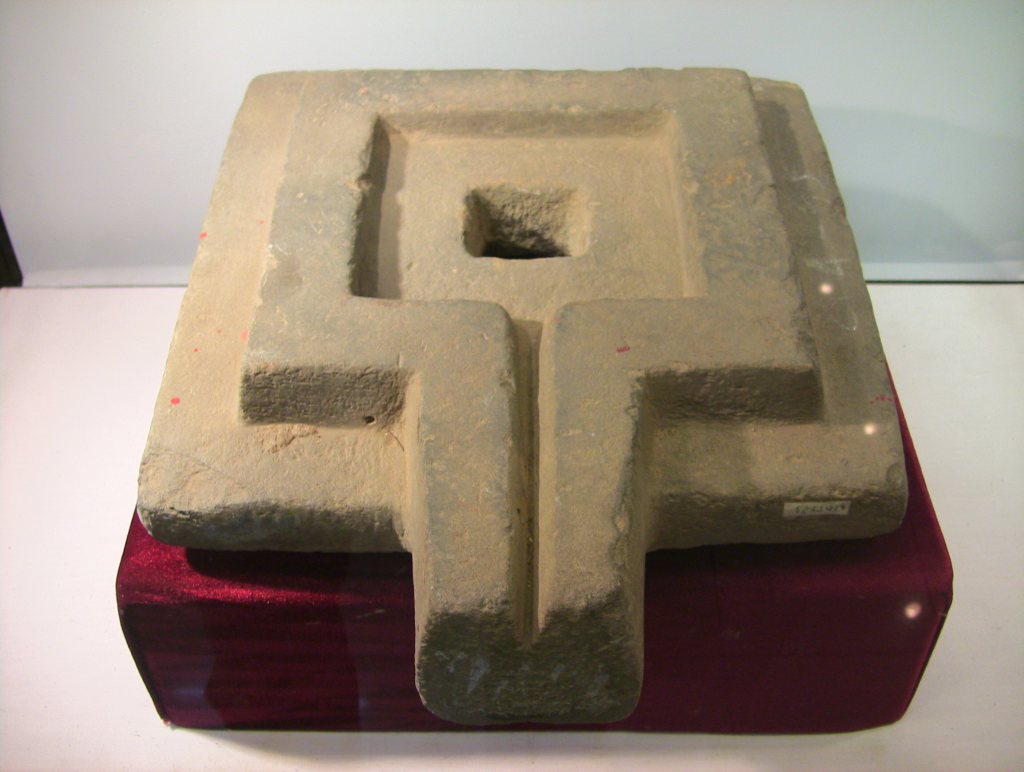
Кам'яна йоні, Лам Донг, В'єтнам.

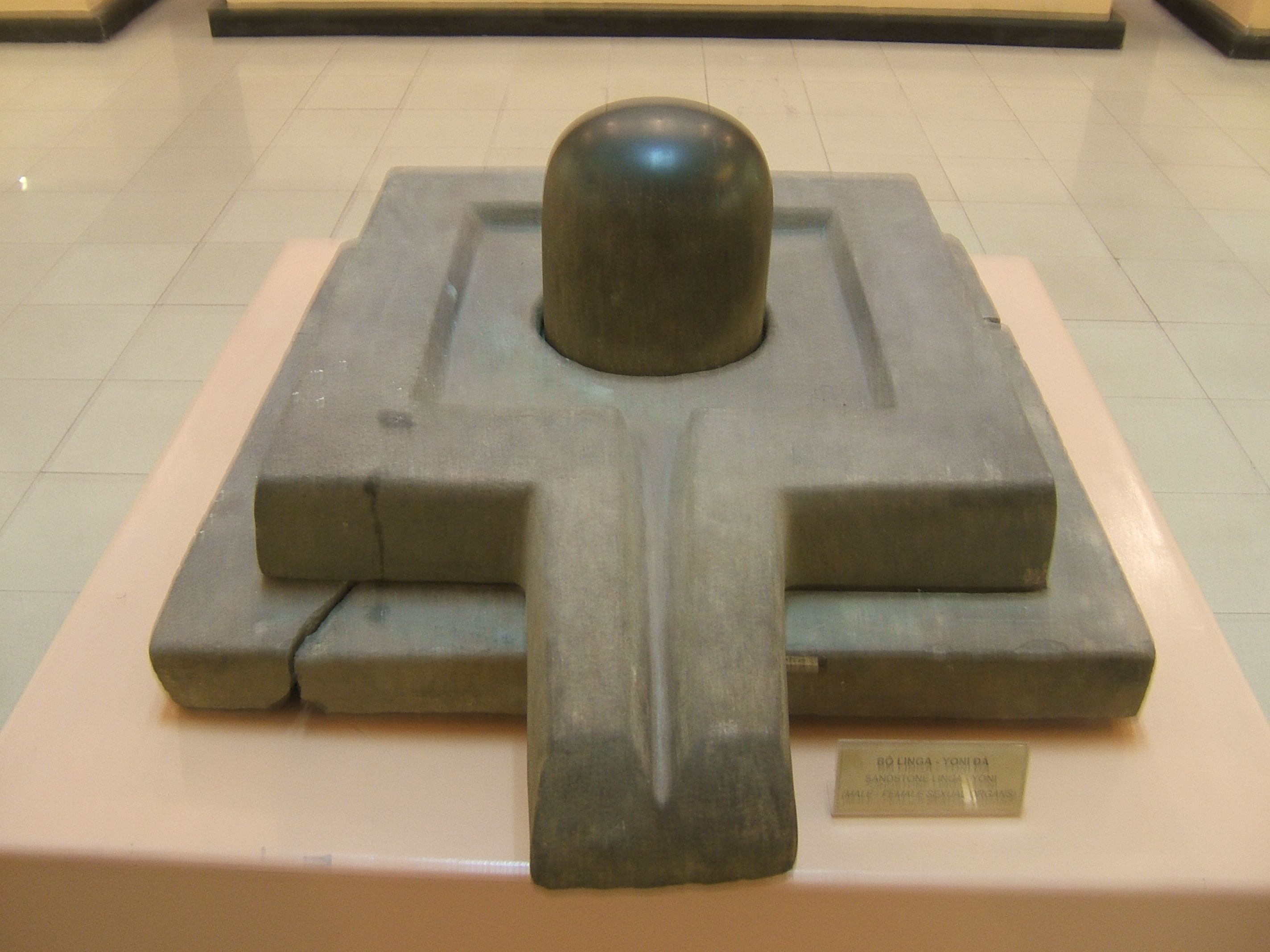
Лінга-Йоні, Лам Донг

Слово має велику кількість різних значень — як в світському контексті, так і в релігійному: «джерело, походження, місце відпочинку, сидіння, вмістилище, сховище, житло, будинок, гніздо».

Йоні-мудра.

У індуїзмі йоні уособлює жіноче, сприймає початок, активний принцип, який виступає як протилежність пасивному чоловічому принципу, яким є лінгам. Йоні символізує Шакті та інші жіночі аспекти Бога. Також одне із 1000 імен бога Вішну — Вішвайоні — джерело всесвіту. У більш широкому значенні йоні уособлює все, що порожнє всередині, сприймає або увігнуте.
Американський дослідник міфології Джозеф Кемпбелл (англ. Joseph John Campbell) асоціює йоні з Калі, первинною богинею, Шакті (енергією, силою) Шиви".
Найдавніші археологічні знахідки, які прийнято вважати йоні і лінгамом, були виявлені при розкопках в Хараппі і Мохенджо-Даро і відносяться до періоду Цивілізації долини річки Інд.

## Значення в джйотіш
В джйотіш друга накшатра Бхарані має символом йоні. Кожне з 28 місячних сузір'їв має відповідний із 14 класів йоні, а саме — кобила, слониха, вівця, змія, собака, кішка, щуриця, корова, буйволиця, тигриця, зайчиха, мавпа, львиця, мангуст. Використовують для визначення сумісності пар за 5-бальною системою — де 4 найкраща сумісність, 0 — антагоністи.
| Чоловіча      | Жіноча        | Йоні                     |
| ------------- | ------------- | ------------------------ |
| Ашвіні        | Шатабхиша     | Ашва — кобила            |
| Бхарані       | Реваті        | Гаджа — слониха          |
| Пушья         | Кріттіка      | Меша — вівця             |
| Рохіні        | Мрігашира     | Сарпа — змія             |
| Мула          | Ардра         | Сван — собака            |
| Ашлеша        | Пунарвасу     | Марджар — кішка          |
| Магха         | Пурвапхалгуні | Мушак — щуриця           |
| Утарапхалгуні | Утарабхадра   | Гоу — корова             |
| Сваті         | Хаста         | Маніш — буйволиця        |
| Вішакха       | Чітра         | Вьягра — тигриця         |
| Джйешта       | Анурадха      | Мріга — олениця(зайчиха) |
| Пурвашадха    | Шравана       | Ванар — мавпа            |
| Пурвабхадра   | Дханішта      | Сімха — львиця           |
| Утарашадха    | Абхіджит      | Накул — мангуст          |